# Evert van Lintelo

Wapen van het geslacht Van Lintelo, de vogels verwijzen mogelijk naar een verwantschap met de graven van Lohn

Evert van Lintelo (1500-?) was drost van de heerlijkheid Bredevoort, lid van de ridderschap van Zutphen en raadslid in het Hof van Gelre en Zutphen.

## Levensloop
Hij werd omstreeks 1500 in Bredevoort geboren als zoon van Evert van Lintelo en Sophia Mulert van de Marsch. Hij trouwde met Sophia van Heijden, zij kregen twee zonen; Evert en Arend. Hij werd drost van Bredevoort. Door dat huwelijk erfde zijn zoon Evert het kasteel Marsch bij Zutphen en het Kasteel De Ehze (Gorssel). In 1572 wordt kasteel Marsch tijdens de Tachtigjarige Oorlog verwoest omdat de Van Lintelo's Spaansgezind zijn. Het is niet bekend of de Staatsen dan wel de Spanjaarden de verwoesting uitvoerden. Zoon Evert van Lintelo herbouwt het kasteel voorzien van drie achthoekige torens dat dan ook wel bekendstaat als Lintelohuis.

### Unse herlichheyt
Graaf Arnold van Bentheim-Steinfurt is in deze periode pandheer van Bredevoort. In een brief aan de Hertog van Gelre schrijft hij of Evert van Lintelo recht moet spreken in een interne aangelegenheid. Hij schrijft in dezelfde brief "unse herlichheyt". De Hertog is hier niet over te spreken. Korte tijd daarna zend de hertog een korte brief waarin hij stelt dat Bredevoort bij de graafschap Zutphen hoort en aan de voorouders van Arnold in pand is gegeven. Dit incident is de aanleiding voor hertog Karel om de pandschap in het jaar 1526 na anderhalve eeuw in te lossen. Bredevoort komt daarna onder het beheer van Jacob ten Starte die Evert komt vervangen.